# Linus Obexer
Linus Obexer (* 5. Juni 1997) ist ein Schweizer Fussballspieler.

## Karriere
Obexer lernte das Fussballspielen in der Jugend des FC Länggasse und anschliessend des BSC Young Boys. Sein Debüt in der Super League gab er am 12. Mai 2016 gegen FC St. Gallen. Er spielte ausserdem für verschiedene Schweizer Juniorennationalmannschaften.
In den Saisons 2017/18, 2018/19 und 2019/20 war er an den Neuchâtel Xamax FCS, den FC Aarau sowie den FC Lugano ausgeliehen. 2020 wurde Obexer an den FC Vaduz ausgeliehen, und zu Beginn des Jahres 2021 wechselte er fest zum Liechtensteiner Verein. 2022 schloss er sich dem FC Stade Lausanne-Ouchy in der Challenge League an. Mit dem Verein stieg er 2023 als Stammspieler über die Barrage in die Super League auf, wo er jedoch einen grossen Teil der anschliessenden Spielzeit 2023/24 verpasste. Im Sommer 2024 kehrte er zum FC Aarau in die Challenge League zurück.

## Erfolge
- Liechtensteiner Cup: 2022
- Aufstieg in die Super League: 2023